# Kiss Me Kate
Kiss Me Kate (Brasil: Dá-Me Um Beijo / Portugal: Beija-Me Catarina) é um filme norte-americano de 1953, do gênero comédia musical, dirigido por George Sidney e estrelado por Kathryn Grayson, Howard Keel e Ann Miller.